# جيم سميث (رسام توضيحي)
جيم سميث (بالإنجليزية: Jim Smith) هو رسام توضيحي بريطاني، ولد في 27 فبراير 1975.